# Villavard
Villavard é uma comuna francesa na região administrativa do Centro, no departamento Loir-et-Cher. Estende-se por uma área de 5,08 km². Em 2010 a comuna tinha 128 habitantes (densidade: 25,2 hab./km²).